# Dalseo-gu
Quận Dalseo (Dalseo-gu) là quận nằm ở phía Tây Daegu, Hàn Quốc. Nó giáp với Dalseong-gun ở phía Bắc, Nam, và Tây, và Seo-gu và Nam-gu ở phía Đông. Nó có dân số khoảng 610,000 và có diện tích 62.27 km². Dân số ở đây tăng đáng kể trong nam 1990.

## Phân cấp hành chính
- Bolli-dong
- Bon-dong
- Dowon-dong
- Duryu-dong (3 dong hành chính)
- Gamsam-dong
- Igok-dong (2 dong hành chính)
- Janggi-dong
- Jincheon-dong
- Jukjeon-dong
- Sangin-dong (3 dong hành chính)
- Seongdang-dong (2 dong hành chính)
- Sindang-dong
- Songhyeon-dong (2 dong hành chính)
- Wolseong-dong (2 dong hành chính)
- Yongsan-dong (2 dong hành chính)

## Liên kết
- Website chính thức